# Josep Maria Abelló Barrios
Josep Maria Abelló Barrios fou un empleat de banca, president del grup Fra Magí Català de la Federació de Joves Cristians de Catalunya (1935) i alcalde de la vila ducal de Montblanc, des del 27 de desembre de 1943 al 27 de juliol de 1955.
Durant el seu mandat com a batlle es feu el primer eixample de Montblanc amb la construcció del Grup Vilasalva; l'enllaç de les carreteres de Reus i Lleida, l'establiment del nou Col·legi de la Mercè, el Col·legi públic Arce Ochotorena, la primera reconstrucció de l'església de Sant Francesc i s'inicià la rehabilitació del clos emmurallat. També assolí que l’Ajuntament passés a tenir la propietat de l'antic Hospital de Santa Magdalena per instal·lar-hi l’Escola d’Arts i Oficis (anys després passaria a acollir l’Arxiu Comarcal) i l’Església recuperaria un convent de la Mercè en el que podria ubicar un col·legi religiós episcopal de Segona Ensenyança. Amb el bescanvi, a més, l’Ajuntament assoliria la gestió de l'ermita de Sant Josep i la de Sant Joan.
L'any 1947 es publicà el decret de 24 de desembre que declarà la vila Conjunt Monumental i Artístic. També va ser president del Casal Montblanquí (1962-1963). Junt amb la seva esposa, Àngela Cabestany, donà al santuari de la Serra unes corones per a la imatge de la patrona de la vila. Morí a Montblanc el 9 de març de 1999.